# Oizé
Oizé is een gemeente in het Franse departement Sarthe (regio Pays de la Loire) en telt 736 inwoners (1999). De plaats maakt deel uit van het arrondissement La Flèche.

## Geografie
De oppervlakte van Oizé bedraagt 17,0 km², de bevolkingsdichtheid is 43,3 inwoners per km².

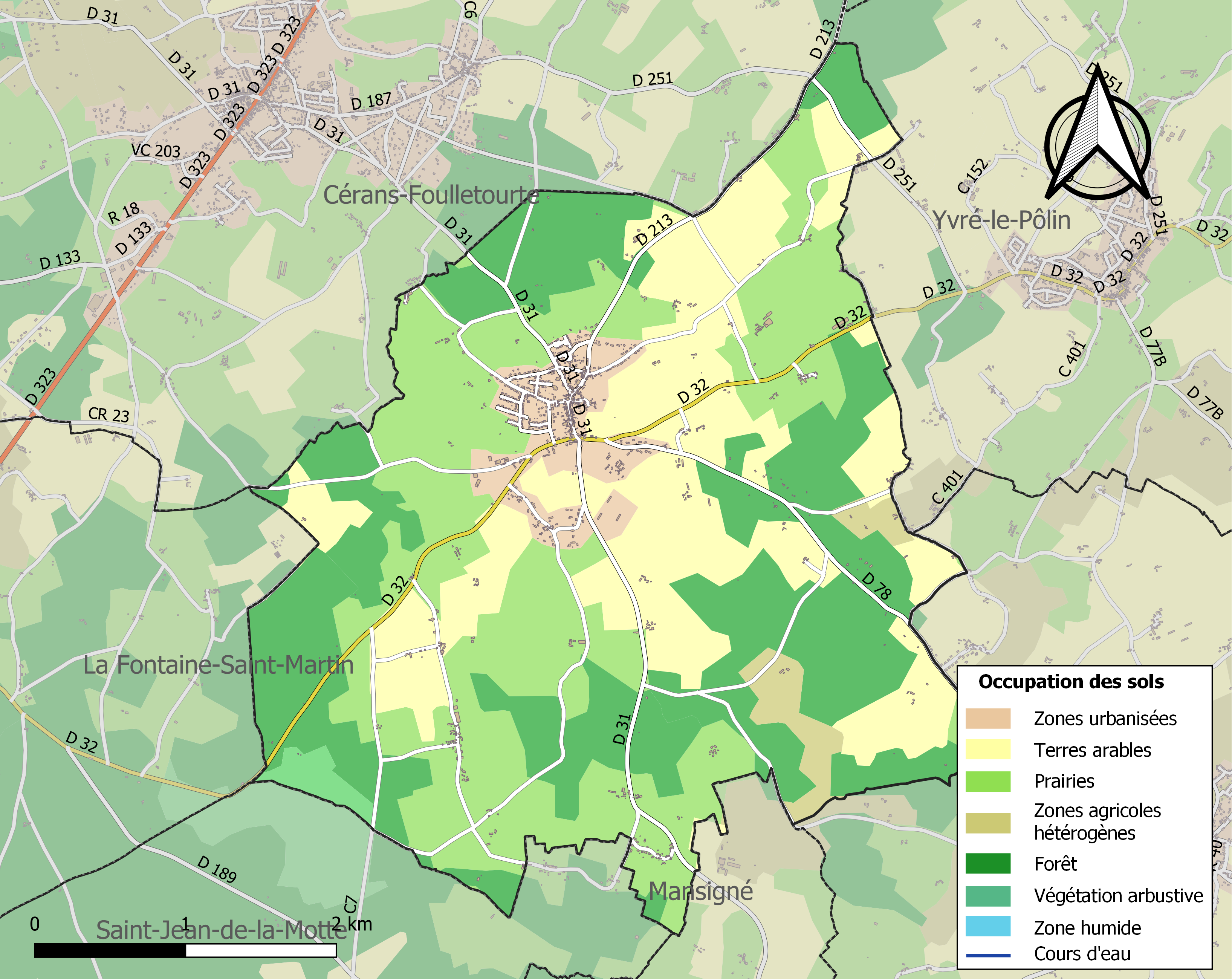
Kaart van de gemeente met de belangrijkste infrastructuur, bodemgebruik en omliggende gemeenten

## Demografie
Onderstaande figuur toont het verloop van het inwonertal (bron: INSEE-tellingen).

## Geboren
- Marin Mersenne (1588-1648), priester, wiskundige, theoloog, filosoof en wetenschapper.